# Rudolf Knoll (Weinkritiker)
Rudolf Knoll (* 1947 in München) ist ein deutscher Weinkritiker, Journalist und Buchautor.

## Leben
Rudolf Knoll erlernte den Beruf des Verlagskaufmanns. Als Journalist begann er seine Karriere als Redakteur einer Tageszeitung und als Sportreporter. Von 1980 bis 1984 war er Chefredakteur der Zeitschrift Weinfreund, anschließend bis 2009 leitender Redakteur der Weinzeitschrift Vinum für Deutschland, Österreich und Osteuropa. Ab 2014 war er drei Jahre lang einer der drei deutschen Chefredakteure des Magazins, seitdem ist er ständiger freier Mitarbeiter mit Sonderaufgaben. Knoll hat rund 60 Bücher über Wein verfasst (zuletzt Weinführer über die Steiermark und Saale-Unstrut) und war von 2001 bis 2015 Mitglied des Degustations-Teams von Gault-Millau.
Knoll bekam eine Reihe von Auszeichnungen, z. B. 1991 den Bacchus-Preis der österreichischen Weinwirtschaft, 1993 den Steinfederpreis für Weinpublizistik der Vinea Wachau Nobilis Districtus und 1994 den Publizistikpreis des Deutschen Weininstituts für Drehbücher über eine Wein-TV-Serie. 2004 verlieh ihm der Verband Deutscher Prädikatsweingüter (VDP) für seine Verdienste um den deutschen Wein den Sonderpreis für Publizistik VDP-Trophy „Herkunft Deutschland“. 2007 bekam er für seine Verdienste um den deutschen Rotwein die Staufermedaille des Landes Baden-Württemberg.
Knoll lebt und arbeitet in Schwandorf.